# Adam Guzikowski
Adam Guzikowski (ur. 24 grudnia 1887 w Długosiodle, zm. 20 lub 21 czerwca 1940 w Palmirach) – wicedyrektor Departamentu Podatków Ministerstwa Skarbu, naczelnik wydziału Izby Skarbowej w Poznaniu, od 1936 dyrektor Izby Skarbowej Grodzkiej w Warszawie.
Zatrzymany przez Niemców 21 grudnia 1939 roku i osadzony w al. Szucha i na Pawiaku. Rozstrzelany 20 lub 21 czerwca 1940 w Palmirach.

## Ordery i odznaczenia
- Krzyż Kawalerski Orderu Odrodzenia Polski (10 listopada 1933)[2]